# Herb Irlandii
Herbem Irlandii jest złota harfa o srebrnych strunach w błękitnym polu. To godło sięgające średniowiecza nazywane jest harfą Briana Śmiałego (pierwowzór herbu Irlandii znajduje się Trinity College w Dublinie). Widniała ona również na flagach oddziałów irlandzkich tworzonych w armiach na kontynencie europejskim w XVII-XVIII wieku.
Herb w obecnej wersji obowiązuje od 9 września 1945. Poprzedni herb przedstawiał na tarczy czwórdzielnej w krzyż, herby czterech irlandzkich prowincji: Leinster, Connacht, Ulster i Munster.
Harfa pojawiła się w 1207 na monetach angielskich bitych dla Irlandii. Harfy jako symbolu Irlandii po raz pierwszy użył król Anglii Henryk VIII w 1541 w wielopolowym herbie Królestwa Anglii. Od 1801 harfa (w stylizacji angielskiej) widnieje w herbie Zjednoczonego Królestwa Wielkiej Brytanii i Irlandii Północnej.
Harfa jest popularnym instrumentem irlandzkim, jej wizerunek znajduje się na rewersach irlandzkich euro.
Symbolem narodowym jest też trójlistna koniczyna - shamrock, która jest oficjalnym godłem (ang. heraldic badge), mogącym zastępować herb przy mniej oficjalnych okazjach.

## Herby prowincji

Connacht
Leinster
Munster
Ulster

## Historyczne warianty Herbu

Królestwo Mide
Irlandia feudalna 1171–1542
Królestwo Irlandii 1542–1800
Zjednoczone Królestwo Wielkiej Brytanii i Irlandii 1801–1922
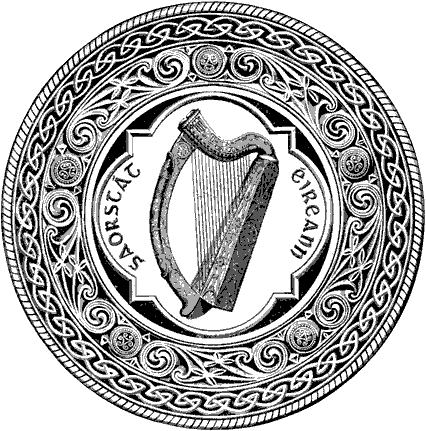
Wolne Państwo Irlandzkie 1922–1937
Herb Irlandii w latach 1937–1945